# Nowoukrajinka (rejon łozowski)
Nowoukrajinka (ukr. Новоукраїнка) – wieś na Ukrainie, w obwodzie charkowskim, w rejonie łozowskim. W 2001 liczyła 352 mieszkańców, wśród których 326 jako ojczysty język wskazało ukraiński, 25 rosyjski, a 1 białoruski.